# Гриффен
Гриффен (нем. Griffen) — ярмарочная коммуна (нем. Marktgemeinde) в Австрии, в федеральной земле Каринтия.
Входит в состав округа Фёлькермаркт. Население составляет 3652 человека (на 31 декабря 2005 года). Занимает площадь 74,74 км². Официальный код — 20 808.

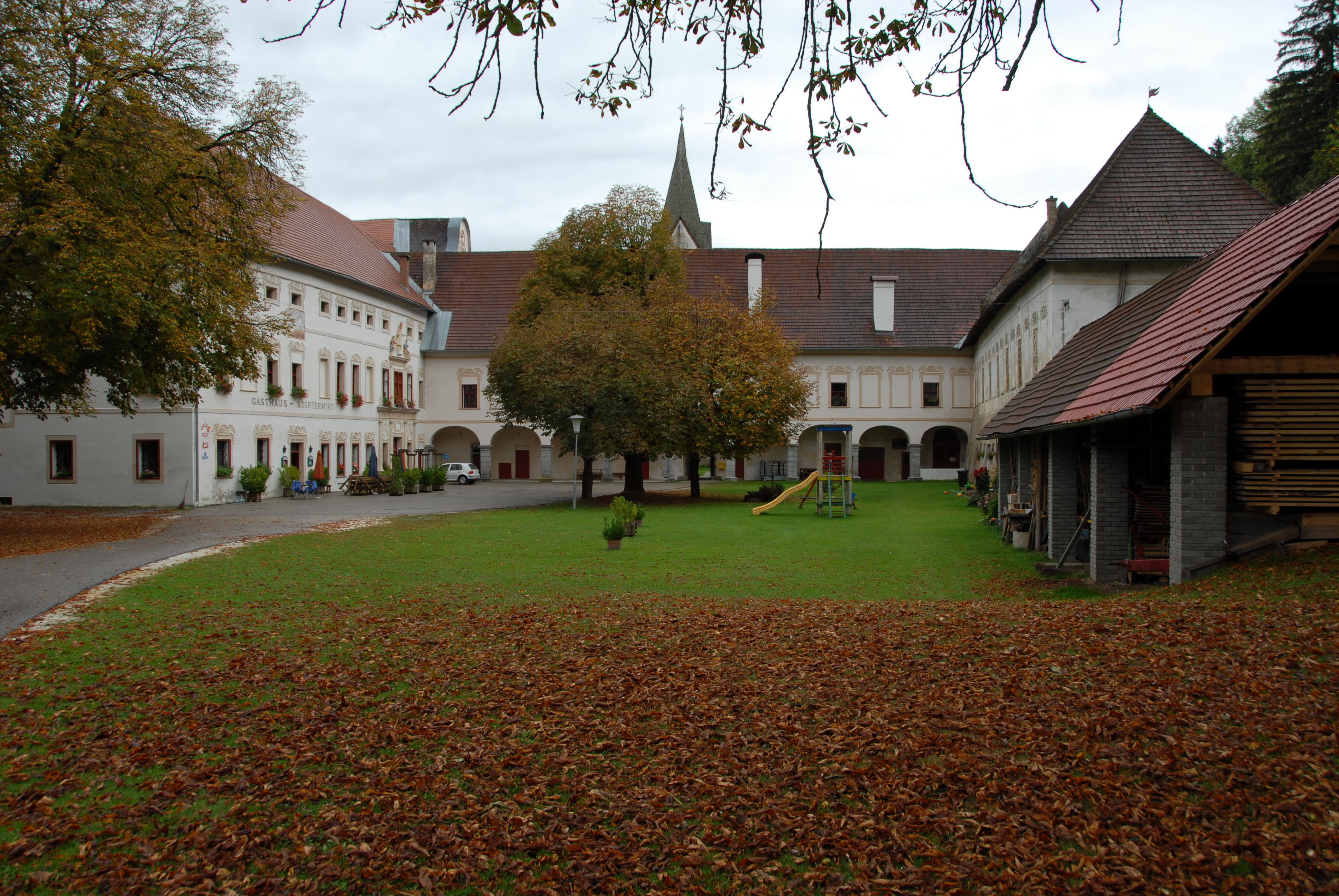
Гриффен

## Политическая ситуация
Бургомистр коммуны — Йозеф Мюллер (АНП) по результатам выборов 2003 года.
Совет представителей коммуны (нем. Gemeinderat) состоит из 23 мест.
- АНП занимает 15 мест.
- СДПА занимает 6 мест.
- АПС занимает 2 места.

## Известные уроженцы
- Петер Хандке — писатель и драматург, лауреат Нобелевской премии по литературе 2019 года.